# Yoshihisa Taira
Yoshihisa Taira |平 義久| (Tokio, 1937 - París, 2005) fue un compositor japonés nacionalizado francés.

## Biografía
Yoshihisa Taira nació en Tokio en 1937. En 1966, después de concluir sus estudios en la Universidad de las Artes de Tokio, viajó a Francia para estudiar en el Conservatorio de París. Entre sus profesores: André Jolivet, Henri Dutilleux y Olivier Messiaen. 
En 1971 obtuvo el premio Lily Boulanger, en 1974 recibió el Gran Premio de Composición de la SACEM y en 1985 el Premio Florent Schmidt de la Académie des Beaux Arts. Las obras de Taira han sido interpretadas por los festivales e instituciones principales de música contemporánea: el Domaine Musical, el ltinéraire, el Ensamble Intercontemporáneo, la Orquesta Nacional de Francia, los festivales de Royan, Metz, Orleans, Estrasburgo, Aviñón, Tokio, Nueva York, Darmstadt, Berlín, Ámsterdam, Tanglewood y muchos otros. 
En 1982 fue premiado por la Tribuna Internacional de Compositores de la UNESCO. Fue catedrático de composición de la École Normale de Musique de Paris.

## Estética musical
Yoshihisa Taira reivindicó una estética fundamentada en el canto, la naturaleza y la emoción, ligados a una proliferación del sonido en el silencio.
«¿Qué es la música? A menudo me lo pregunto. Quizás sea el canto instintivo, interior de una plegaria que me permite ser».

## Obras principales

### Obras orquestales
- Hiérophonie III
- Stratus para flauta, arpa y conjunto de cuerdas
- Chromophonie
- Sonomorphie III
- Méditations
- Trans-apparence
- Erosión I para flauta y orquesta
- Moksa, vimoksa
- Tourbillon para seis percusionistas y orquesta
- Polyèdre

### Música de cámara
- Hiérophonie I para 4 violonchelos
- Hiérophonie II para 15 instrumentistas
- Fusion para dos flautistas y tres percusionistas
- Stratus para arpa y flauta
- Dioptase para tres cuerdas
- Radiance para piano solo y 13 instrumentistas
- Eveil para oboe y arpa
- Interférences I para dos violonchelos
- Clea para 12 cuerdas
- Dimorphie para 2 percusionistas
- Fu-mon para 4 flautas
- Ressac para 13 instrumentistas
- Pénombres I para 2 guitarras y 12 cuerdas
- Pénombres II para contrabajo y piano
- Synchronie para dos flautas o flaute y shakuhachi
- Pénombres III para arpa y pequeño ensamble
- Pénombres V para viola y piano (1996)
- Pénombres VI para saxofón alto y piano
- Flautissimo para 32 flautas
- Aïalos para flauta en sol y arpa
- Synergie para dos contrabajos

### Obras para solistas
- Sonate para violín
- Sonate para viola
- Sonomorphie I  para piano
- Sublimation para arpa
- Hiérophonie IV para 4 flautas (un ejecutante)
- Maya para flauta bajo en do o flauta en sol
- Convergence I para marimba
- Convergence II para contrabajo
- Convergence III para violín
- Cadenza I para flauta
- Monodrame I para percusión
- Monodrame II para fagot
- Monodrame III para guitarra

- Su obra ha sido parcialmente editada por Éditions Musicales Transatlantiques.